# Goliath Jagdwagen Typ 31
Goliath Jagdwagen Typ 31 eller LKW 0,25 t gl (4x4) Goliath Typ 31 är ett terrängfordon från tyska Goliath. Den togs fram för Bundeswehr i konkurrens med andra tillverkare om vem som skulle få en stor försvarsorder 1956. Bundeswehr testade fordonen och valet föll på DKW Munga.